# Wappen von Belarus
Das Wappen von Belarus wurde 1995 in einem Referendum angenommen. Dabei wurde auf dem Stimmzettel die unklar formulierte Frage gestellt, ob die „alten“ respektive „bisherigen“ Insignien (also Wappen und Flagge) übernommen werden sollen, wobei nicht zwingend klar war, ob mit „alt“ und „bisherig“ das alte Wappen des Großfürstentums Litauen und die weiß-rot-weiße Flagge gemeint waren oder die vor der „Wendezeit“ genutzten Symbole aus der Zeit der Sowjetunion und der Weißrussischen SSR.
Obwohl die Belarussen eine eigene ethnische Identität und Sprache teilen, hatten sie vor 1991 nie eine politische Souveränität, außer während einer kurzen Zeit im Jahr 1918, als die kurzlebige Weißrussische Volksrepublik den Reiter als ihr Emblem verwendete. Die belarussischen Nationalsymbole wurden erst im 20. Jahrhundert durch die Fremdherrschaft der belarussischen Gebiete durch Preußen, Polen, Litauen und Russland geschaffen.
Das gegenwärtig verwendete Wappen ähnelt dem Wappen, das bereits während der Sowjetzeit benutzt wurde.
Das alte Wappen des Großfürstentums Litauens mit dem Pahonja geriet seit 1995 unter inoffizielles Verbot und gilt mittlerweile neben der weiß-rot-weißen Nationalfahne als Symbol des Widerstands gegen die Regierung von Aljaksandr Lukaschenka.
Der größte Unterschied zum Staatswappen der Sowjetunion ist, dass Hammer und Sichel durch einen Umriss des belarussischen Staatsgebiets ersetzt wurden. Der zweite Unterschied besteht darin, dass das Banner den Namen der Nation „Republik Belarus“ enthält, und zwar nur auf Belarussisch, während die vorherige Abkürzung „BSSR“ sowohl belarussisch als auch russisch gelesen werden konnte.
Übernommen wurde die aufgehende Sonne über dem Globus, mit langen Sonnenstrahlen. Oben findet man einen roten Stern. Den Rand des Wappens bildet ein Ährenkranz mit Klee- und Flachsblüten, der von einem rot-grünen Band entsprechend den Farben in der 1995 eingeführten Nationalflagge umwickelt ist.
2020 wurde das Wappen im Rahmen der im Gesetz von 2004 vorgegebenen Blasonierung erneut leicht modifiziert. Der Globus zeigt nun mehr von Europa und dafür weniger von Asien, der rote Stern ist etwas verändert worden und die Umrisse des Landes sind vergrößert worden. Außerdem wurden die Farben angepasst und Ähren, Klee und Flachs realistischer dargestellt.

## Historische Wappen

Siegel von Narimantas, dem Fürsten von Polozk (1338)
Siegel von Sigismund Kęstutaitis, dem Großfürsten von Litauen (1432)
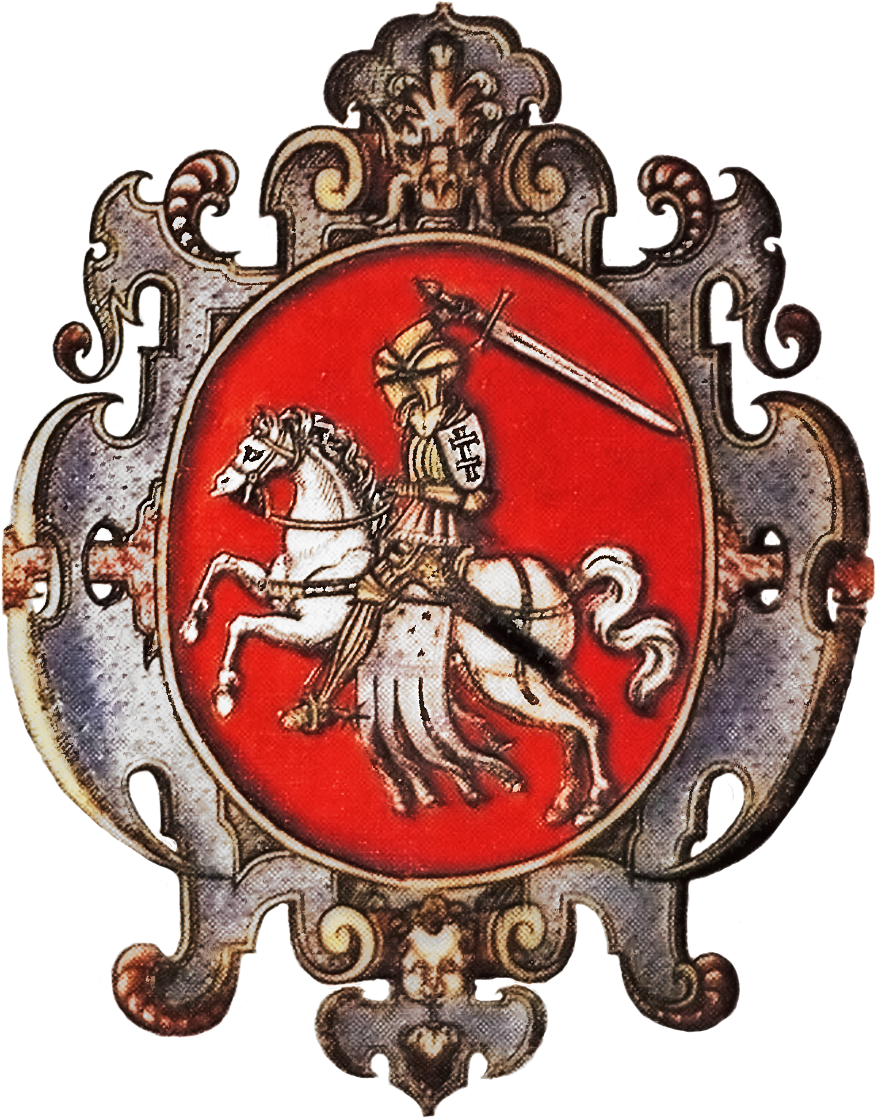
Wappen des Großfürstentums Litauen (1575)
Wappen des Großfürstentums Litauen (1581)
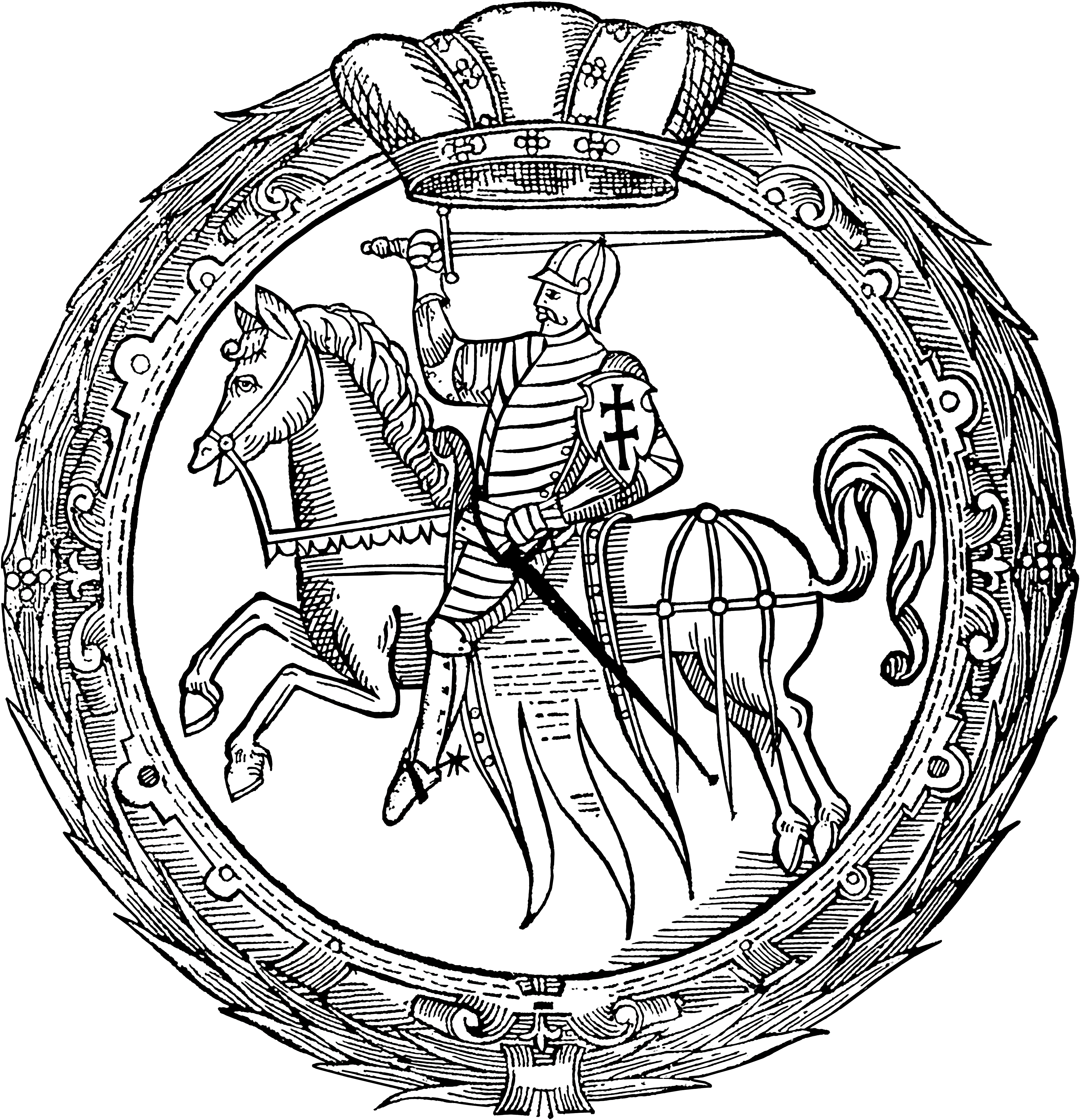
Siegel des Großfürstentums Litauen (1588)
Wappen Polen-Litauens (1569 bis 1795)
Wappen des Gouvernements Polozk (1781)
Wappen der Novemberaufständischen (1830 bis 1831)
Wappen der Woiwodschaft Podlachien (1816 bis 1837)
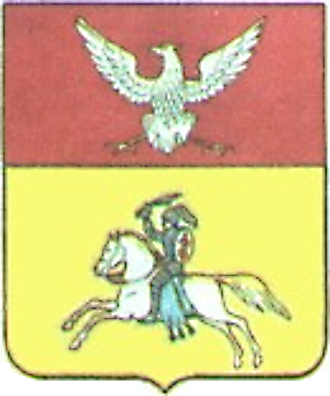
Wappen der Woiwodschaft Białystok (1842)
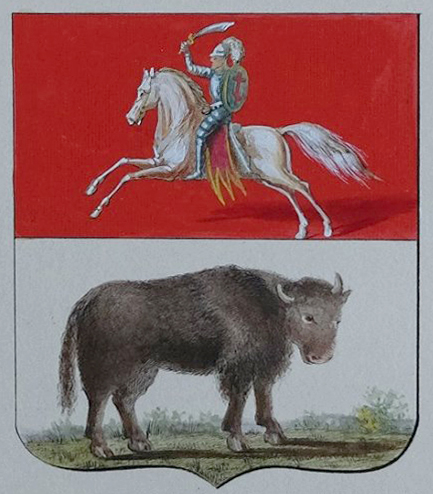
Wappen des Gouvernement Grodno (1843)
Wappen des Gouvernement Witebsk (1856)
Wappen der Januaraufständischen (1863 bis 1864)
Variante des Wappens der Weißrussischen Volksrepublik (1918)
Variante des Wappens der Weißrussischen Volksrepublik (1918)
Variante des Wappens der Weißrussischen Volksrepublik (1918)
Wappen der Weißrussischen Sozialistischen Sowjetrepublik (1919 bis 1927)
Wappen der Weißrussischen Sozialistischen Sowjetrepublik (1927 bis 1937)
Wappen der Weißrussischen Sozialistischen Sowjetrepublik (1937 bis 1938)
Wappen der Weißrussischen Sozialistischen Sowjetrepublik (1938 bis 1949)
Wappen des Weißruthenischen Zentralrates (1943 bis 1944)
Wappen der Weißrussischen Sozialistischen Sowjetrepublik (1949 bis 1958)
Wappen der Weißrussischen Sozialistischen Sowjetrepublik (1958 bis 1981)
Wappen der Weißrussischen Sozialistischen Sowjetrepublik (1981 bis 1991)
Das Pahonja als ehemaliges Wappen der Republik Belarus (1991 bis 1995)
Wappen der Republik Belarus (1995 bis 2020)
Gegenwärtiges Wappen der Republik Belarus (seit 2020)